# Sensei
Sensei (japanska: 先生, せんせい) är en japansk titel, motsvarande mästare, för lärare och läkare och ibland även jurister och politiker. Ordet förekommer ofta i mangor som är översatta till svenska då man har valt att inte översätta just "sensei" eftersom det i japanskan även används som en artighetsfras. I till exempel serien Teenage Mutant Ninja Turtles har ordet ibland lagts in i seriens ursprungsspråk engelska, och ordet har utanför Japan kommit att förknippas främst med lärare i kampsport.

## Användning inom Lean
Sensei används även utanför kampsporter och liknande sammanhang. Inom affärsvärlden och industrin avses med sensei en utomstående expert som ger råd och "coachar" inom verksamhets- och organisationsutveckling. James Womack's book Lean Thinking, i synnerhet, råder företag att ta hjälp av en "lean sensei" som kan tillhandahålla expertrådgivning för att uppnå en effektiv organisation. Lean sensei har sedan dess blivit en allmän term för en expert som kan ge råd inom verksamhets- och organisationsstrategi.